# Manhunter
Manhunter (bra: Caçador de Assassinos; prt: Caçada ao Amanhecer) é um filme thriller de suspense, produzido nos Estados Unidos por Dino De Laurentiis em 1986, escrito e dirigido por Michael Mann. Baseado no romance de Thomas Harris, intitulado Dragão Vermelho.
Este filme pela primeira vez apresentou ao mundo a figura do médico canibal, Dr. Hannibal Lecktor, aqui ele chama-se Lecktor é interpretado pelo ator escocês Brian Cox ele é apenas um personagem secundário aparecendo em apenas duas cenas. Na verdade, o personagem ficaria mais famoso na pele de Anthony Hopkins, no consagrado O Silêncio dos Inocentes.
O filme é considerado um dos melhores filmes de suspense dos anos 1980, e lançou a carreira do cineasta Michael Mann, que já era famoso na TV por ter criado a famosa série Miami Vice.
Houve uma refilmagem em 2002 intitulada "Dragão Vermelho", dirigida por Brett Ratner, desta vez com a presença de Anthony Hopkins.

## Sinopse
O agente do FBI, William Graham recorre à ajuda do conceituado psiquiatra Dr. Hannibal Lecter para capturar um serial killer que está aterrorizando a cidade com seus crimes brutais. Contudo, o passado de Graham guarda um segredo sobre as verdadeiras intenções de Lecter.

## Elenco
- William Petersen ... Will Graham
- Kim Greist ... Molly Graham
- Joan Allen ... Reba McClane
- Brian Cox ... Dr. Hannibal Lecktor
- Dennis Farina ... Jack Crawford
- Tom Noonan ... Francis Dollarhyde
- Stephen Lang ... Freddy Lounds
- David Seaman ... Kevin Graham
- Benjamin Hendrickson ... Dr. Frederick Chilton
- Michael Talbott ... Geehan
- Dan Butler ... Jimmy Price (como Dan E. Butler)
- Michele Shay ... Beverly Katz
- Robin Moseley ... Sarah
- Paul Perri ... Dr. Sidney Bloom
- Patricia Charbonneau ... Mrs. Sherman